# Andrea Molinari
Andrea Molinari (Bergamo, 16 agosto 1816 – Bergamo, 6 ottobre 1899) è stato un politico italiano.

## Biografia
Molinari ha curato la propria formazione, in ambito giuridico, presso l'università di Pavia, di Padova e di Venezia. Nei primi anni quaranta, viene chiamato dal tribunale della propria città natia per svolgere il ruolo di ascoltante, per poi trasferirsi a Trieste e lavorare presso uno studio legale.